# Ilex gardneriana
Ilex gardneriana är en järneksväxtart som beskrevs av Robert Wight. Ilex gardneriana ingår i släktet järnekar, och familjen järneksväxter. Inga underarter finns listade i Catalogue of Life.